# Vyre
Vyre ist eine Metal-Band aus Bielefeld.

## Geschichte
Die Band gründete sich im Jahre 2011. Zur Urbesetzung gehörten der Sänger Cypher D. Rex und die Gitarristen Hedrykk F. Gausenatt und Zyan. Alle Musiker spielten zuvor in der Band Eïs, die sie wegen kreativer Differenzen verließen. Darüber hinaus gibt es personelle Überschneidungen mit weiteren lokalen Bands wie Lost World Order und Powergame. Der Bandname hat keine besondere Bedeutung. Sänger Cypher D. Rex entnahm ihn aus einem Computerspiel. Die Band wurde vom Tecklenburger Plattenlabel Supreme Chaos Records unter Vertrag genommen. 
Daraufhin begann die Band mit der Arbeit an ihrem Debütalbum. Nachdem sich viel Material angesammelt hatte, beschloss die Band, das Album in zwei Teilen zu veröffentlichen. The Initial Frontier, Part I erschien im Jahre 2013, während ein Jahr später The Initial Frontier, Part II veröffentlicht wurde. Beide Teile wurden 2014 als limitierte Doppel-CD wiederveröffentlicht. 2018 erschien dann das dritte Studioalbum Weltformel.

## Stil
Vyres Plattenlabel beschreibt die Musik als „Interstellaren Black Metal“ und vergleicht die Musik mit Bands wie Arcturus, Ulver, Manes oder Dødheimsgard. Für Meredith Schmiedeskamp vom deutschen Magazin Rock Hard wecken die Arrangements von Vyre Assoziationen mit Pink Floyd oder neueren Dark Age. Die Texte entstammen der Science-Fiction. Neben klassischen Metalinstrumenten wie Gitarre, Bass und Schlagzeug verwenden Vyre noch Keyboard, Violine und Cello.

## Diskografie
- 2013: The Initial Frontier, Part I
- 2014: The Initial Frontier, Part II
- 2018: Weltformel
- 2025: Voidserpent